# De vale schepper
De vale schepper is het achtste stripalbum uit de Ravian-reeks. Het album is getekend door Jean-Claude Mézières met scenario van Pierre Christin.

## De verhalen
Een onbekende macht bouwt op diverse plaatsen in de ruimte schijnwerelden waarop bepaalde episodes uit de aardse geschiedenis worden nagespeeld. Samen met wetenschapster Jadna onderzoeken Ravian en Laureline wie de schepper van deze werelden is en wat zijn bedoelingen zijn. Jadna maakt daarbij gebruik van duplicaten van Ravian die zij in de diverse werelden laat infiltreren. Als Jadna zich te veel door de vale schepper laat meeslepen komt Ravian zelf in gevaar.